# Ivan Kružliak
Ivan Kružliak (* 26. listopadu 1959) je bývalý slovenský fotbalový brankář.

## Fotbalová kariéra
V československé lize chytal za Inter Bratislava v 8 utkáních na jaře 1978.

## Ligová bilance
| Ročník                                   | Zápasy | Góly | Minuty | Nuly | Klub             |
| ---------------------------------------- | ------ | ---- | ------ | ---- | ---------------- |
| 1. československá fotbalová liga 1977/78 | 8      | 0    | 574    | 0    | Inter Bratislava |
| CELKEM                                   | 8      | 0    | 574    | 0    |                  |